# Христаки Иванов
Христаки Кънев Иванов е български политик от БКП.

## Биография
Роден е на 20 февруари 1930 г. в ямболското село Тенево. През 1953 г. завършва в Москва Института по хранителна промишленост. Започва работа като инженер в захарната фабрика в бургаското село Камено. От 1955 г. е член на БКП. Между 1956 и 1968 г. работи последователно като инженер в завод „Червено знаме“ в Стара Загора, главен инженер в Управлението на промишлеността и генерален директор на ДСО „Балканкар“. Бил е началник на отдел в Окръжния народен съвет, по-късно негов заместник-председател и секретар на ОК на БКП в Стара Загора.
От 1969 до 1971 г. е заместник-министър земеделието и хранителната промишленост, а от 1971 до 1974 г. е заместник-министър на вътрешната търговия и услугите. Между 1974 и 1976 е първи заместник-министър на машиностроенето и металургията. Между 1977 и 1981 г. е първи секретар на Окръжния комитет на БКП в Ямбол. Между 1981 и 1984 г. е първи заместник-министър на вътрешната търговия и услугите, а след това до 1986 г. е първи заместник-министър на производството и търговията с потребителски стоки.
Между 1986 и 1988 година е първи заместник-председател на Съвета по селско и горско стопанство при Министерски съвет. От 1988 до 1990 е посланик на България в Албания. В периода 1976 – 1981 година е член на Централната контролно-ревизионна комисия на БКП, а между 1981 и 1990 е бил кандидат-член на ЦК на БКП.